# Горбачёв-Фонд

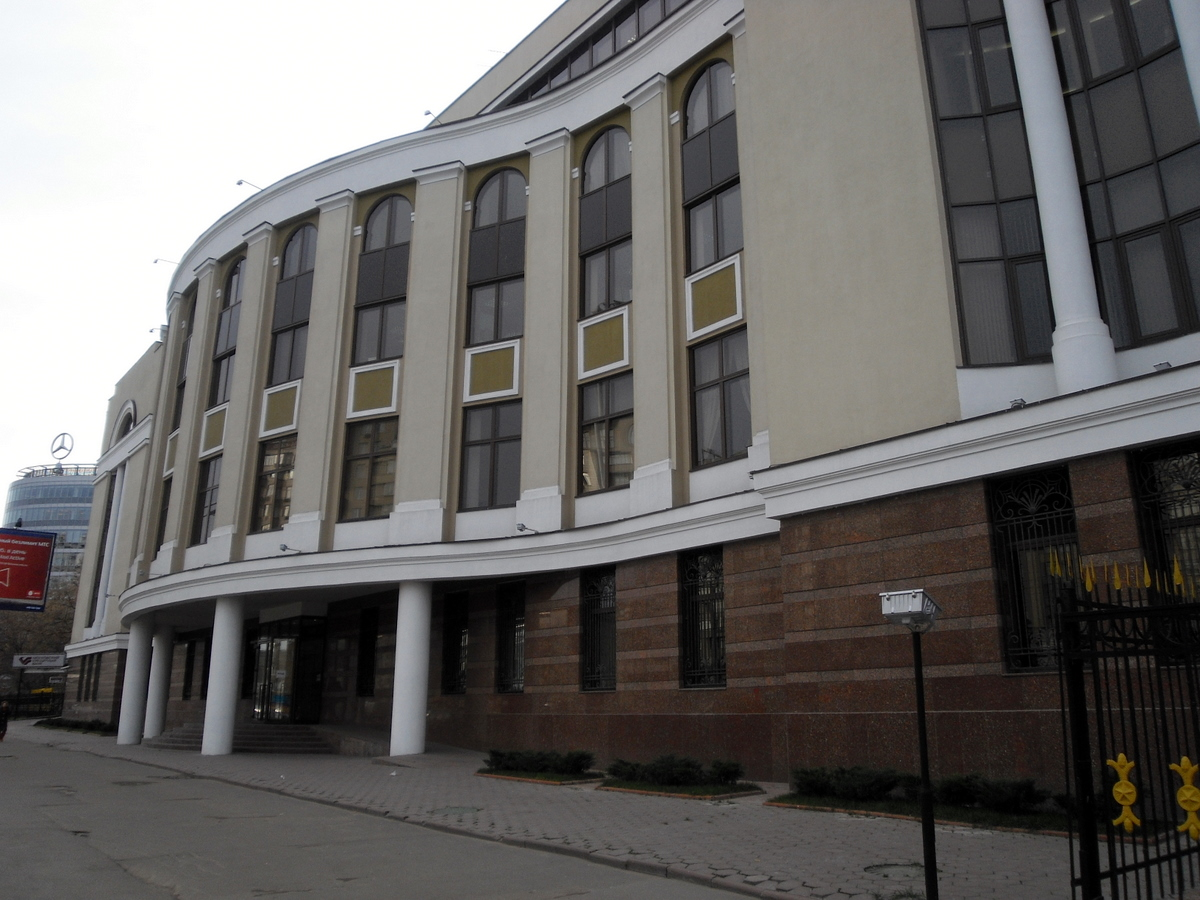
Здание Горбачёв-фонда на Ленинградском проспекте

Горбачёв-фонд (Международный Фонд социально-экономических и политологических исследований; англ. The Gorbachev Foundation) — российская неправительственная некоммерческая организация. Главный офис располагается в Москве.
Фонд занимается исследованиями истории перестройки, а также проблем, актуальных для российской и мировой истории. Финансируется за счёт «гонораров, полученных М. С. Горбачёвым за лекции, выступления и публикации, а также грантов, получаемых на целевые проекты Фонда, пожертвований граждан, благотворительных фондов, частного бизнеса и международных организаций».
Девиз Фонда — «К новой цивилизации».

## История
Основан президентом СССР М. С. Горбачёвым в декабре 1991 года. Начал работу в 1992 году.
Фонд располагается в здании ликвидированного в 1991 году Института общественных наук при ЦК КПСС. Вначале комплекс его зданий (дома № 49—55 по Ленинградскому проспекту) весь был закреплён за Горбачёв-Фондом, однако 7 октября 1993 года бо́льшая часть занимаемой Фондом площади была передана Финансовой академии. В 1995 году у Горбачёв-Фонда осталось 700 м² из 5 тысяч, имевшихся ранее. Там располагались архив, библиотека и экспозиция «М. С. Горбачёв: жизнь и реформы».
С 1996 года Фонд занимает помещение по адресу: г. Москва, Ленинградский проспект, д. 39, стр. 14.

## Руководство

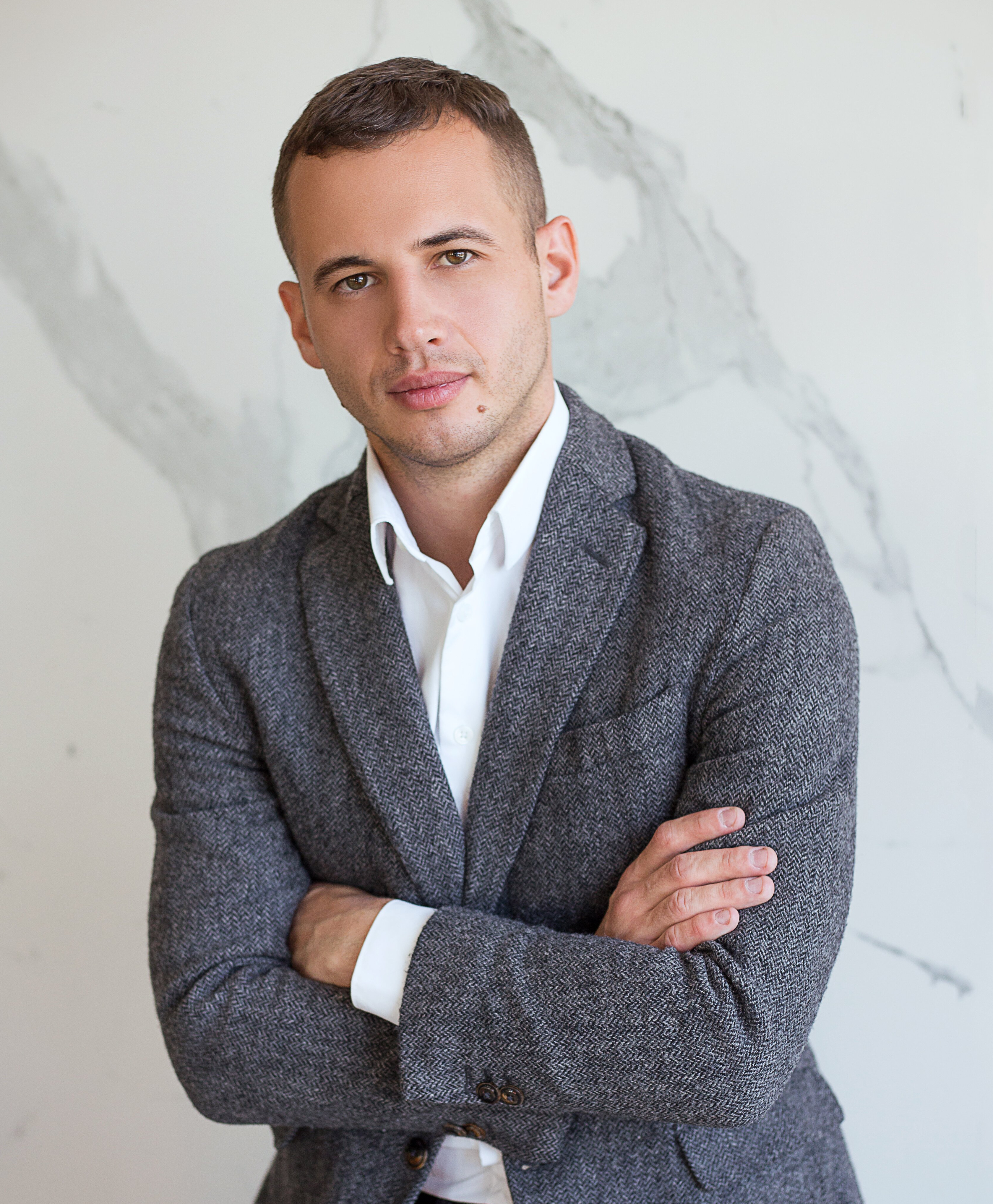
Андрей Рябов, Исполнительный директор Фонда

- Исполнительный директор Фонда — Андрей Виленович Рябов[3].

## Проекты Фонда
- «Документальная история Перестройки»[1]
- «Круглый стол „Экспертиза“»[1]
- «Горбачёвские чтения»[4]
- «Клуб Раисы Максимовны» (основан в 1997)[4]
- Университет Калгари — Горбачёв-Фонд (1993—2003)[4]
- Общественно-политический центр
- «Внешняя политика периода перестройки в 1985—1991 гг. и её значение для страны и мира»
- Собрание сочинений М. С. Горбачёва (рук. проекта В. Т. Логинов)
- «Социальное неравенство и публичная политика»
- «Как „делалась“ политика перестройки» (2005)
- «Глобализация и мировая политика»
- «Михаил Горбачёв после Кремля: хроника событий и общественно-политической деятельности»
- Создание Центра детской гематологии и трансплантологии им. Раисы Максимовны Горбачёвой в Санкт-Петербурге

## Заявления Фонда
- 26 февраля 2022 года Горбачёв-Фонд призвал прекратить боевые действия на Украине и немедленно начать мирные переговоры[5]. На сайте организации было опубликовано заявление: В связи с военной операцией России на Украине, начавшейся 24 февраля, мы заявляем о необходимости скорейшего прекращения военных действий и немедленного начала мирных переговоров. В мире нет и не может быть ничего более ценного, чем человеческие жизни. Только переговоры и диалог на основе взаимного уважения и учёта интересов являются единственно возможным способом разрешения самых острых противоречий и проблем. Мы поддерживаем любые усилия, направленные на возобновление переговорного процесса[6][7].